# Eliomar Ribeiro de Souza
Eliomar Ribeiro de Souza SJ (Iúna, 1 de janeiro de 1965) é sacerdote católico, teólogo, autor, cantor e compositor brasileiro. Pertence à Companhia de Jesus e, desde 2014, é diretor nacional da Rede Mundial de Oração do Papa, outrora Apostolado da Oração.

## Biografia
Nasceu na zona rural de Iúna, no sul do Espírito Santo, Brasil, o mais velho de cinco irmãos. Sua família tem ascendência indígena e portuguesa. Aos oito anos de idade, foi morar com seus avós paternos em Guaçuí, onde estudou e trabalhou.
Conheceu a Companhia de Jesus por intermédio de um membro próximo de sua família, o Pe. Emílio Moreira, SJ. Entrou no novicidado da ordem em Salvador, Bahia, em 10 de fevereiro de 1985. Foi ordenado sacerdote em 31 de julho de 1999.
É mestre em Teologia Pastoral com especialização em Juventude pela Pontifícia Universidade Salesiana de Roma.
Em 12 de dezembro de 2014, o então superior geral da Companhia de Jesus, Pe. Adolfo Nicolás, nomeou-o como o novo diretor nacional do Apostolado da Oração e do Movimento Eucarístico Jovem do Brasil. Sucedeu ao Pe. Otmar Jacob Schwengber, que atuou como secretário nacional por nove anos. Pe. Eliomar exercia então as funções de superior da Residência Sagrado Coração de Jesus e diretor do Mosteiro dos Jesuítas, em Baturité, no Ceará.
Foi administrador da Paróquia São Luís Gonzaga, situada no bairro Cerqueira César, da Arquidiocese de São Paulo entre 2019 e 2022.